# Joutjärvi (sjö, lat 60,98, long 25,70)
Joutjärvi är en sjö i Finland. Den ligger i kommunen Lahtis i landskapet Päijänne-Tavastland, i den södra delen av landet, 100 km norr om huvudstaden Helsingfors. Joutjärvi ligger 111 meter över havet. Arean är 39,2 hektar och strandlinjen är 3,55 kilometer lång. Sjön  ingår i Kymmene älvs huvudavrinningsområde.   I omgivningarna runt Joutjärvi växer i huvudsak barrskog. Den sträcker sig 0,7 kilometer i nord-sydlig riktning, och 1,3 kilometer i öst-västlig riktning.